# The North Star Grassman and the Ravens
Albums de Sandy Denny
It's Sandy Denny
(1970) Sandy
(1972)
The North Star Grassman and the Ravens est le premier album solo de l'autrice-compositrice-interprète britannique Sandy Denny. Il est sorti en 1971 sur le label Island Records.

## Fiche technique

### Chansons
Toutes les chansons sont écrites et composées par Sandy Denny, sauf mention contraire.
| 1. | Late November          |              | 4:28 |
| 2. | Blackwaterside (en)    | traditionnel | 4:12 |
| 3. | The Sea Captain        |              | 3:09 |
| 4. | Down in the Flood (en) | Bob Dylan    | 3:20 |
| 5. | John the Gun           |              | 4:38 |

| 6.  | Next Time Around                       |                | 4:26 |
| 7.  | The Optimist                           |                | 3:24 |
| 8.  | Let's Jump the Broomstick              | Charles Robins | 2:42 |
| 9.  | Wretched Wilbur                        |                | 2:38 |
| 10. | The North Star Grassman and the Ravens |                | 3:27 |
| 11. | Crazy Lady Blues                       |                | 3:22 |

### Musiciens
- Sandy Denny : chant, guitare acoustique, piano
- Richard Thompson : guitare électrique, guitare acoustique, basse, accordéon, chant
- Trevor Lucas : guitare acoustique
- Jerry Donahue : guitare électrique
- Buddy Emmons (en) : pedal steel guitar
- Pat Donaldson, Tony Reeves (en) : basse
- Gerry Conway : batterie
- Roger Powell : batterie
- Ian Whiteman : piano, orgue
- Barry Dransfield (en) : violon
- Royston Wood, Robin Dransfield : chœurs
- Harry Robinson : arrangements des cordes

### Équipe de production
- Sandy Denny, Richard Thompson : production
- John Wood (en) : producteur, ingénieur du son
- Keith MacMillan : pochette, photographie

### Classements et certifications
| Pays (classement)             | Meilleure position |
| ----------------------------- | ------------------ |
| Royaume-Uni (UK Albums Chart) | 31                 |